# CC 25000
 (juin 2019).
Les CC 25000, construites en France sous licence suisse SLM, constituent une petite série de neuf locomotives électriques 25001 à 25009 dérivant directement de la CC 20001. À l'origine, elles ont toutes été basées au dépôt d'Annemasse, en Haute-Savoie. 

## Description
Les 25001 à 25004 ont été commandées en 1953, les 25005 à 25007 en 1954 et les 25008 et 25009 en 1955. Les 7 premières furent livrées de décembre 1955 à septembre 1956 et les 2 dernières en août et octobre 1958.
Elles ont circulé sur la ligne Aix-les-Bains - La Roche-sur-Foron et sur la ligne Annemasse - Saint-Gervais. 
En 1971, la CC 25002 fut victime d'un tamponnement et radiée. Les 8 autres furent mutées au dépôt de Chambéry au cours de l'hiver 1972/1973. Les 25004 et 25007 furent réformées en 1973, les 25003, 25005 et 25009 le furent en 1975/1976, les 25001 et 25006 en 1977, la dernière la 25008 à la fin de 1979.
Elles ont été envoyées à la ferraille à Culoz. La CC 20001, prototype de la série CC 25000 est préservée par l'Association pour la Préservation du Matériel Ferroviaire Savoyard (APMFS) à Chambéry.

## Modélisme
Les CC 25000 ont été reproduites en HO par la firme ApocopA sous forme de transkit (caisse en résine à monter sur un châssis de son choix). Plus récemment,  la CC 25005 (ref. 96583/96584) par PIKO.